# Júlio Lancellotti
Júlio Renato Lancellotti GCONM (São Paulo, 27 de dezembro de 1948) é um pedagogo e sacerdote católico brasileiro. Atualmente exerce a função de pároco da paróquia de São Miguel Arcanjo, no bairro da Mooca, na cidade de São Paulo. Além da paróquia, o padre é responsável pelas missas realizadas na capela da Universidade São Judas Tadeu, situada na mesma rua, e também exerce a função de vigário episcopal para a Pastoral do Povo da Rua da Arquidiocese de São Paulo.

## Biografia
Segundo dos três filhos do casal Milton Fagundes Lancellotti e Wilma Ferrari, descendentes de imigrantes italianos, Júlio nasceu no hospital São José do Brás. Seu pai era comerciante e possuía uma mercearia. A mãe, quando solteira, operou como secretária em escritórios de advocacia e em algumas empresas; ao casar-se, por imposição dos costumes da época, abandonou sua carreira para se dedicar ao lar. Tornou-se cozinheira e passou a servir refeições em sua casa para contribuir com o sustento da família. Culta, era fluente em espanhol e tinha o hábito da leitura; ensinou aos filhos as primeiras letras.[carece de fontes?]
Júlio iniciou sua educação formal no Educandário Espírito Santo, mantido pelas Missionárias Servas do Espírito Santo, no Tatuapé. Aos doze anos, entrou para o seminário em Araraquara, mas, incomodado com a rigidez da instituição, retornou para São Paulo, onde terminou o ginásio numa escola de presbíteros agostinianos.[carece de fontes?]
Decidiu mais uma vez se preparar para a carreira religiosa, chegou a ser frade, mas, aos dezenove anos, largou a batina novamente. Nesse ínterim, concluiu um curso de auxiliar de enfermagem na Santa Casa de Misericórdia de Bragança Paulista e passou a exercer a profissão.[carece de fontes?]
Ingressou depois nas Faculdades Oswaldo Cruz e concluiu o curso de Pedagogia. Em seguida, fez especialização em Orientação Educacional na Pontifícia Universidade Católica de São Paulo, onde atuou como professor-assistente do professor Carlos Alberto Andreucci, além de ministrar aulas nas faculdades Oswaldo Cruz, Castro Alves, Piratininga e no Instituto Nossa Senhora Auxiliadora, sendo neste último, voltado para preparação para o magistério. Lancellotti também trabalhou no Serviço Social de Menores, que, mais tarde, se transformou na Secretaria Municipal de Assistência e Desenvolvimento Social, e no Centro de Apoio ao Imigrante, no Brás, dando aulas para crianças com dificuldade de aprendizado.
Em 1980, conheceu Dom Luciano Pedro Mendes de Almeida, então bispo-auxiliar de São Paulo, e ficaram muito próximos. Juntos, fizeram toda a fundamentação da Pastoral do Menor da Arquidiocese de São Paulo. Um ano depois, começou a estudar Teologia e foi ordenado sacerdote em 20 de abril de 1985.
Participou também dos grupos de fundação da Pastoral da Criança e colaborou na formulação do Estatuto da Criança e do Adolescente (ECA).[carece de fontes?] Em 1986 foi designado para a paróquia São Miguel Arcanjo, na Mooca, onde iniciou trabalho pastoral com moradores de rua e menores abandonados.[carece de fontes?]
Participou da campanha contra maus tratos ocorridos na Fundação Estadual para o Bem Estar do Menor (FEBEM), resultando em manifesto contra a política do "Cacete pedagógico" e na demissão da presidente da fundação Maria Inês Bierrenbach em março de 1986, substituída por Nazih Curi Meserani.
Quatro anos depois foi um dos fundadores da Comunidade Povo da Rua São Martinho de Lima, abrigo para moradores de rua. A comunidade possuía cozinha, lavanderia e uma pequena marcenaria destinada a realização de cursos profissionalizantes.

## Trabalho pastoral
Atua junto a menores infratores, detentos em liberdade assistida, pacientes com HIV/Aids e populações de baixa renda e em situação de rua. Acredita na pessoa humana acima de tudo, "como imagem e semelhança de Deus" e considera que todos os cidadãos devem ter seus direitos respeitados.
Em 26 de julho de 1991 fundou a "Casa Vida I" e, posteriormente, a "Casa Vida II", para acolher crianças portadoras do vírus HIV. O projeto teve como madrinha Diana, Princesa de Gales e recebeu recursos de várias organizações religiosas do mundo.  Em 1997, a rede de saúde paulista começou a distribuir o coquetel anti-AIDS também para uso pediátrico. Em entrevista, padre Júlio disse que decidiu construir a segunda unidade quando convenceu-se que elas chegariam à idade adulta: "Há seis anos, a gente não tinha perspectiva de futuro para as crianças. Agora as estamos vendo crescer, e muitas delas sem a doença". Naquele ano, a Casa I abrigava 32 crianças enquanto a Casa II cuidava de doze, das quais quatro tomavam o coquetel.
Em 1994, segundo o colunista Gilberto Dimenstein, diversas organizações de direitos humanos denunciaram às Polícias Civil e Militar de São Paulo que policiais estariam envolvidos no tráfico de drogas, no qual usariam o trabalho de menores de idade, particularmente meninas prostitutas. Educadores de rua da Pastoral do Menor identificaram essas meninas na praça da Sé, onde as meninas portavam as drogas e muitas vezes recebiam pagamento em crack. O padre Júlio comentou que, no entanto, elas "elas nunca testemunharão, pois têm medo de morrer". A Pastoral transmitiu a denúncia à CPI da Prostituição Infantil.
Quando a tropa de choque da Polícia Militar de São Paulo realizou um "arrastão" no centro de São Paulo para remover moradores de rua em fevereiro de 1997, padre Júlio comentou que a operação era "preconceituosa" e que só atingia "feios, sujos e pobres". Disse ainda que o objetivo da polícia era "intimidar a população de rua e deixá-la com medo de continuar vivendo no centro da cidade"; forçando-os a ir para regiões menos nobres, onde incomodariam menos a elite.
Um grupo de jovens católicos realizou uma caminhada pelos direitos humanos em 26 de outubro de 1997. A Primeira Caminhada da Juventude pelos Direitos Humanos contou com a participação de padre Júlio, que chegou a discursar em trio elétrico. Segundo o padre, a intenção com a marcha era "renovar o quadro de quem se preocupa com direitos humanos".
No final dos anos 1990 atuava dentro de unidades da FEBEM, por meio da Pastoral do Menor, denunciando maus tratos e torturas aos menores. Por seu trabalho acabou reconhecido pelo UNESCO e recebeu seu primeiro título de doutor Honoris Causa pela PUC. Como vigário episcopal do Povo da Rua da Arquidiocese de São Paulo, está à frente de vários projetos municipais de atendimento à população carente, como é o programa "A Gente na Rua", formado por agentes comunitários de saúde, ex-moradores de rua.
Naquela época, a Febem patrocinava um programa de liberdade assistida, no qual os jovens saíam das unidades fechadas para voltar à escola e conviver com suas famílias, devendo ainda serem acompanhado de forma personalizada e constante. Não haviam, no entanto, técnicos o suficiente para acompanhar todos os jovens; segundo uma matéria de agosto de 2001, cada técnico era responsável por vigiar 80 adolescentes no sistema público, enquanto nas instituições da sociedade civil a média era de um monitor para cada 25 jovens. A Febem repassava a essas instituições de monitoria 60 reais por cada adolescente atendido, valor que consideravam insuficiente. Segundo o Padre Júlio, que fazia parte do programa já há dez anos, a "maior luta" era encontrar trabalho para os adolescentes: "Temos que construir neles o sentimento da esperança perdida."
Em março de 2001, uma rebelião no complexo da Febem de Franco da Rocha matou um funcionário, além de deixar outros feridos. O padre Júlio também foi vítima dos monitores, que desferiram socos, pontapés e arrancaram seus óculos. Lancelotti explicou que havia sido convidado pela própria Febem para tentar acalmar a rebelião dos jovens. O carro da Febem que o havia transportado foi destruído e teve os vidros estilhaçados pelos monitores. Em entrevista, o padre declarou: "Entendo que a situação era muito complicada e todos estavam muito revoltados. Mas violência não se resolve com mais violência." Disse também que sabia exatamente quem o havia agredido, tinha visto seus rostos, mas não iria processá-los: "prefiro rezar por eles". O presidente do sindicato dos funcionários da Febem, Antônio Gilberto da Silva, pediu publicamente desculpas ao padre.
Em dezembro de 2002, a OAB denunciou a existência de uma "unidade de tortura" na Febem de Franco da Rocha, que havia sido construída como um Centro de Detenção Provisória mas que se tornara uma unidade da Febem para abrigar os remanescentes da unidade de Imigrantes, que em 1999 entrou numa rebelião que deixou quatro crianças mortas. Em entrevista à Folha, o padre Júlio comentou que, como a "estrutura da tortura e dos maus-tratos" de Franco da Rocha era a mesma daquela adotada em Imigrantes, "podemos ter a reedição daquele fim trágico".
Em 2004, no Centro de São Paulo, ocorreu uma série de ataques contra moradores de rua, com pelo menos cinco mortes. O padre Júlio realizou, em memória às vítimas, culto ecumênico em frente às escadarias da catedral da Sé; em entrevista no velório de um dos assassinados, disse que: "Isso sujou a imagem de São Paulo. Nossa cidade está suja de sangue".
Em setembro de 2005, durante o Grito dos Excluídos, o padre Júlio disse que faria "um grito contra a Prefeitura de São Paulo", por causa das acusações que funcionários públicas estavam retirando cobertores e papelões que os sem-teto usavam para dormir nas vias públicas. O padre disse ainda que se o prefeito, Gilberto Kassab, tivesse que dormir na rua, os sem-teto dividiriam com ele o cobertor e a comida: "É por isso que temos de exigir paz, justiça e liberdade. Exclusão nunca mais".
Durante a eleição presidencial de 2010, logo após o começo do segundo turno, Lancelotti participou de um comício a favor da candidata petista Dilma Rousseff, junto com outros padres e pastores. Em seu discurso, pediu a Deus que ajudasse os eleitores a votar "com consciência". O comício foi, segundo a Folha, uma "contra-ofensiva religiosa" contra ataques que Dilma recebia de uma "onda de boatos na internet".
Em janeiro de 2013, o governo do estado de São Paulo iniciou um programa de internação compulsória de viciados em drogas. Um dos críticos da medida foi o padre Júlio, segundo o qual a "internação compulsória é considerada o último recurso. É a exceção e não pode virar regra".
Uma novela exibida pela rede Record em 2018 causou polêmica no meio católico pela forma como Maria era retratada. A novela Jesus mostrava Maria casada com José e tendo seis outros filhos além de Jesus, o que confrontava o dogma católico da virgindade perpétua de Maria. Pedido a comentar o caso, Júlio Lancelotti declarou: "Não acompanho novelas, e essa história de Maria não está nos escritos. Novelas não são lugar de formação cristã".
Com o começo da pandemia de Covid-19, os moradores de rua da Cracolândia não foram incluídos nas medidas de proteção do governo. Padre Julio lançou então um abaixo-assinado pedindo a prefeitura o fornecimento de kits com álcool em gel e produtos de higiene, além de abrir espaços públicos para abrigar os sem-teto durante a pandemia. Em abril de 2020, Lancelotti relatou que muitos desabrigados não estavam conseguindo os 2,50 reais necessários para se alimentar pelo programa Bom Prato e, sem outra opção, pediam ajuda à Igreja Católica, que não conseguia atender a todos. O padre também temia que os moradores de rua não recebessem a ajuda federal por não possuírem todos os documentos.

## Lei Padre Júlio Lancelotti
Em 2 de fevereiro de 2021, o padre Júlio, munido de uma marreta,  dirigiu-se aos baixos do Viaduto Dom Luciano Mendes de Almeida (Tatuapé, Zona Leste de São Paulo) e passou a quebrar as pedras instaladas pela prefeitura no local para impedir a permanência de pessoas em situação de rua no local. Catadores de recicláveis costumavam dormir ali, pois havia espaço para guardar suas carroças e objetos pessoais. A quebra das pedras sob o viaduto foi um ato simbólico do padre mas seu protesto repercutiu fortemente na mídia. Entrevistado, o  padre Júlio criticou a administração municipal: "Uma cidade que tem tanta demanda, áreas de risco, córregos abertos, falta de moradia, uma série de coisas, gastar tempo e dinheiro nisso? Fazer uma obra higienista, desumana e hostil? É cruel." 
A repercussão do ato de Lancelotti chegou até o Legislativo. Em 7 de abril de 2021,  o  senador Fabiano Contarato (Rede-ES) apresentou o PL 488/2021, modificando o Estatuto da Cidade para proibir o uso de arquitetura urbana hostil ao livre trânsito da população em situação de rua nos espaços de uso público. Na sua justificativa, Contarato citou a estimativa do Instituto de Pesquisa Econômica Aplicada (Ipea), feita em março de 2020, segundo a qual 221 mil pessoas moravam nas ruas do Brasil. Durante a audiência pública sobre o PL, o padre Júlio declarou: "O que nós queremos terminar, e esse é o espírito maior desse projeto, é com a chamada arquitetura hostil, que tem o aspecto simbólico de rejeição, de solidão, de descarte, de desprezo, de ausência de políticas públicas. Então nós queremos que cesse toda forma de arquitetura hostil, com pedras pontiagudas, com cercas elétricas, com chuveirinhos que jogam água em cima das pessoas, com obstáculos arquitetônicos em bancos e em outras entradas, até de igrejas, de agências bancárias e de prédios públicos".
O PL 488/2021, contra o emprego de arquitetura hostil nas cidades brasileiras, foi aprovado em 22 de novembro de 2022  pela Câmara dos Deputados, após passar pelo Senado, com a concordância de vários partidos, tanto governistas quanto de oposição. Entretanto, ao ser encaminhado para a sanção da Presidência da República, o PL foi integralmente vetado. Três dias depois, em 16 de dezembro de 2022, o veto presidencial foi derrubado pelo Congresso. Apenas o partido Novo recomendou a manutenção do veto.
Afinal, em 21 de dezembro de 2022, o presidente Jair Bolsonaro promulgou a Lei Padre Júlio Lancelotti, que proíbe a chamada arquitetura hostil em espaços de uso público. O texto foi publicado em 22 de dezembro de 2022, no Diário Oficial da União.

## Caso de extorsão
Em outubro de 2007, foi revelado um inquérito da Polícia Civil do Estado de São Paulo sobre uma denúncia de extorsão a Lancellotti contra Anderson Marcos Batista, um ex-interno da então FEBEM, e Conceição Eletério. De acordo com a denúncia, o casal ameaçou o religioso durante três anos com acusações falsas de pedofilia para obter vantagem financeira. Em 2004, Anderson e Lancellotti chegaram a ir juntos a uma concessionária de veículos para comprar um Jeep Pajero financiado pelo padre. O casal chegou a ser detido e libertado em 2008, mas foi novamente preso em 2011, após o Ministério Público denunciar que Batista havia encontrado e ameaçado matar o padre.
Além de negar a extorsão, a versão dos acusados alegava que as denúncias foram uma represália por parte de Lancellotti, que teria supostamente oferecido 200 mil reais a Anderson para dar uma entrevista desmentindo o envolvimento amoroso entre ele e o padre. Foi aberto também inquérito contra o padre para apurar os supostos abusos sexuais, mas as investigações policiais concluíram que Lancellotti havia sido vítima de extorsão. Segundo as apurações, Anderson e Conceição faziam ameaças ao padre por intermédio de bilhetes levados por terceiros. Ainda de acordo com a denúncia, Conceição havia ligado diversas vezes para o padre de um telefone celular rastreado pela Polícia Civil para pedir dinheiro.
Em maio de 2011, a Justiça condenou o casal a sete anos e três meses de prisão pelo crime de extorsão.

## Reconhecimento

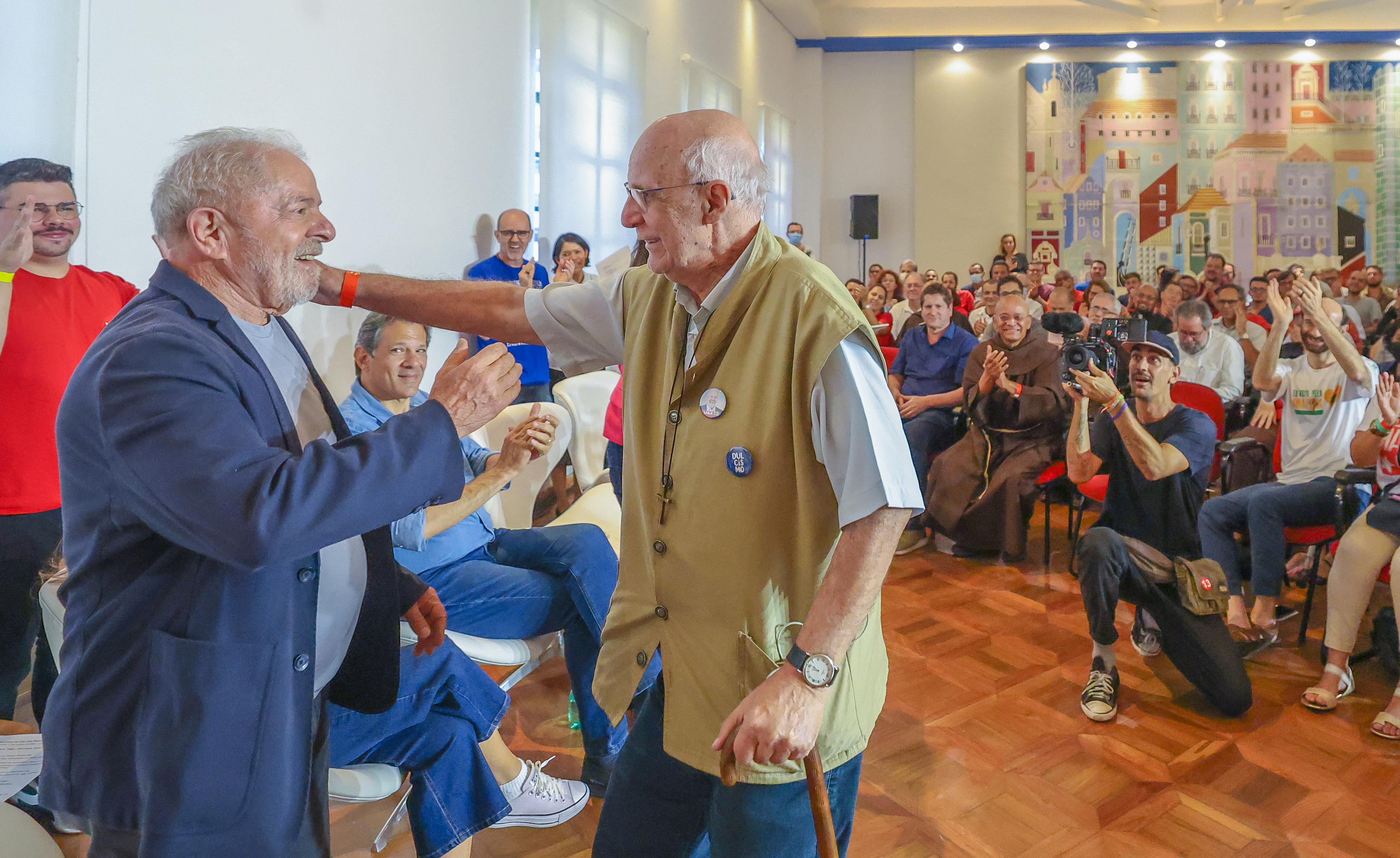
Lancellotti com Lula em 2022

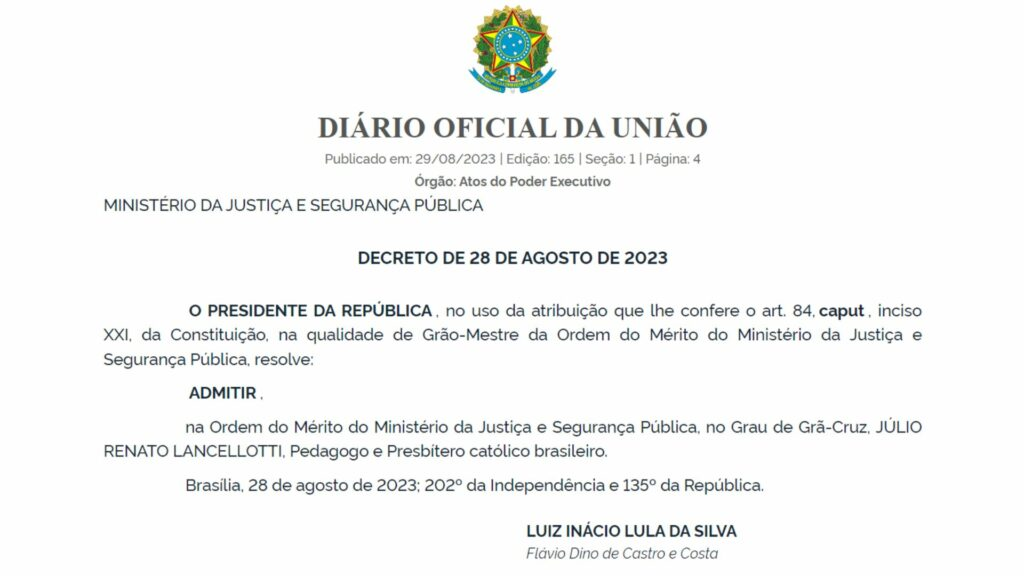
Decreto da Ordem Nacional do Mérito recebido por Padre Júlio Lancellotti

A Comissão de Direitos Humanos da Ordem dos Advogados do Brasil deu-lhe o Prêmio Franz de Castro Holzwarth em 2000 por seu trabalho contra a violação sistemática dos direitos das crianças e dos adolescentes.
Em 2003, a Casa Vida recebeu o Prêmio OPAS, da Organização Pan-Americana da Saúde. Em 2004, o Movimento Nacional de Direitos Humanos concedeu-lhe o Prêmio Nacional de Direitos Humanos. Também em 2004, a Pastoral do Povo de Rua da Arquidiocese de São Paulo ganhou o Prêmio Nacional de Direitos Humanos, na categoria livre.
Em 2005, pe. Júlio recebeu menção honrosa do Prêmio Alceu Amoroso Lima Direitos Humanos. Em 2007, o Pe. Júlio recebeu o Prêmio Direitos Humanos promovido pela Secretaria Especial dos Direitos Humanos da Presidência da República, na categoria "Enfrentamento à Pobreza".
Em 2020, o padre Júlio recebeu, pelo voto popular, o Prêmio Poc Awards na categoria "Influencer do Ano". Promovido pelo Gay Blog Br, a indicação de Lancellotti se motivou por se posicionar frequentemente contra a homofobia. Pe. Júlio é ainda Doutor Honoris Causa pela Universidade São Judas Tadeu (2004), pela Pontifícia Universidade Católica de São Paulo e pelo Instituto Federal de Educação, Ciência e Tecnologia do Sul de Minas Gerais.
Em 2021, padre Júlio foi um dos vencedores do Prêmio Zilda Arns pela Defesa e Promoção dos Direitos da Pessoa Idosa, da Câmara dos Deputados, reconhecido pelo seu trabalho em benefício da população em situação de rua.
Em 2022 foi agraciado com o Prêmio Juca Pato.
Foi condecorado com a medalha da Ordem do Mérito do Ministério da Justiça e da Segurança Pública, no grau de Grã-Cruz. O decreto determinando a distinção foi assinado pelo presidente Luiz Inácio Lula da Silva no dia 29 de agosto de 2023.
Em 24 de setembro de 2023, o Padre Júlio Lancellotti recebeu uma medalha Ordem do Mérito, que foi concedida e entregue pelo ministro Flávio Dino, na Capela São Judas Tadeu, na região da Mooca, em São Paulo.
Em novembro de 2023, foi condecorado com a Ordem de Rio Branco, no grau de Comendador.

## Livros
Pe. Júlio publicou os seguintes livros:
- Rocha, Guilherme Salgado (2000). Padre Júlio Lancellotti: defesa dos excluídos. São Paulo: Salesiana. ISBN 85-87997-23-8. OCLC 56096462 (entrevista biográfica e depoimentos)
- Escobar, Júlio; Lancellotti, Júlio (2021). O Jesus das ruas na trajetória do padre Júlio Lancellotti: conversas. São Paulo: Córrego. ISBN 9786588822050
- Lancellotti, Júlio (julho de 2021). Tinha uma pedra no meio do caminho: invisíveis em situação de rua. São Paulo: Matrioska. ISBN 978-65-86985-26-9
- Lancellotti, Júlio (setembro de 2021). Amor à maneira de Deus. São Paulo: Planeta. ISBN 978-65-5535-450-8
- Labigalini, Eliseu (novembro de 2021). Coração, amor e compaixão. São Paulo: Selo da Rua. ISBN 9786589236054 (entrevista biográfica)